# Фернандес, Андрес (испанский футболист, 1986)
Андрес Фернандес Морено (исп. Andrés Eduardo Fernández Moreno; род. 17 декабря 1986, Мурсия) — испанский футболист, вратарь клуба «Леванте».

## Биография
После начала профессиональной карьеры во второй команде «Мальорки», в 2007 году Фернандес перебрался в памплонскую «Осасуну». 21 октября 2007 года Фернандес дебютировал в элитном дивизионе чемпионата Испании в матче против «Альмерии», выйдя на 50-й минуте вместо Хуана Элии. Фернандес являлся третьим голкипером команды после Элии и Рикардо, а также играл за вторую команду «Осасуны» в третьем дивизионе испанского футбола.
В июле 2010 года Андрес был отдан в аренду клубу «Уэска», за который играл в течение сезона 2010/11. Фернандес вернулся из аренды в начале сезона 2011/12 и в матче против «Атлетико Мадрид» (0:0) 28 августа 2011 вышел на замену в перерыве, вместо Асьера Риесго. В сезоне 2011/12 Фернандес стал основным голкипером «Осасуны», отыграв во всех 38 встречах и пропустив 61 гол.